# Walter Spagerer
Walter Spagerer (* 2. November 1918 in Mannheim-Waldhof; † 20. Februar 2016) war ein deutscher Politiker der SPD und Fußballfunktionär.

## Leben und Beruf
Nach dem Schulabschluss absolvierte Walter Spagerer eine Feinmechanikerlehre bei Bopp & Reuther. Im Jahr 1938 musste er zum Reichsarbeitsdienst und wurde dann zur Wehrmacht eingezogen, mit der er am Krieg gegen die Sowjetunion teilnahm.
Nach dem Zweiten Weltkrieg arbeitete er wieder bei Bopp & Reuther und wurde 1946 zum stellvertretenden Vorsitzenden des Betriebsrats gewählt. Ab 1951 war er hauptamtlich für die IG Metall tätig, deren Erster Bevollmächtigter in Mannheim er im Jahr 1961 wurde. Bis 1982 leitete er die Mannheimer Geschäftsstelle. Spagerer war verheiratet mit Karla Spagerer (1929–2025) und hatte zwei Kinder. Karla Spagerer war das älteste Mitglied der 17. Bundesversammlung, die am 13. Februar 2022 den Bundespräsidenten wählte.

## Politik
Im Jahr 1952 trat Spagerer der SPD bei. Von 1968 bis 1972 war er Mitglied des Mannheimer Gemeinderates. Ab 1970 war er im Kreisvorstand der SPD. Im Jahr 1972 wurde er in den Landtag von Baden-Württemberg gewählt, dem er bis 1988 vier Legislaturperioden angehörte. Er vertrat dort den Wahlkreis Mannheim 1. 1991 war er einer der Mitgründer der Mannheimer Arbeitsgemeinschaft sozialdemokratischer Senioren (ASS)/60 plus.

## Gesellschaftliches Engagement
Im Jahr 1928 wurde Spagerer Mitglied beim SV Waldhof Mannheim. Von 1979 bis 1996 gehörte er dem Präsidium an und engagierte sich für den Bau des Carl-Benz-Stadions.
Von 1953 bis 1965 war er ehrenamtlicher Arbeitsrichter am Landesarbeitsgericht in Mannheim, außerdem von 1965 bis 1972 Schöffe beim Arbeitsgericht Mannheim und von 1965 bis 1973 Sozialrichter am Landessozialgericht in Stuttgart.

## Ehrungen und Auszeichnungen

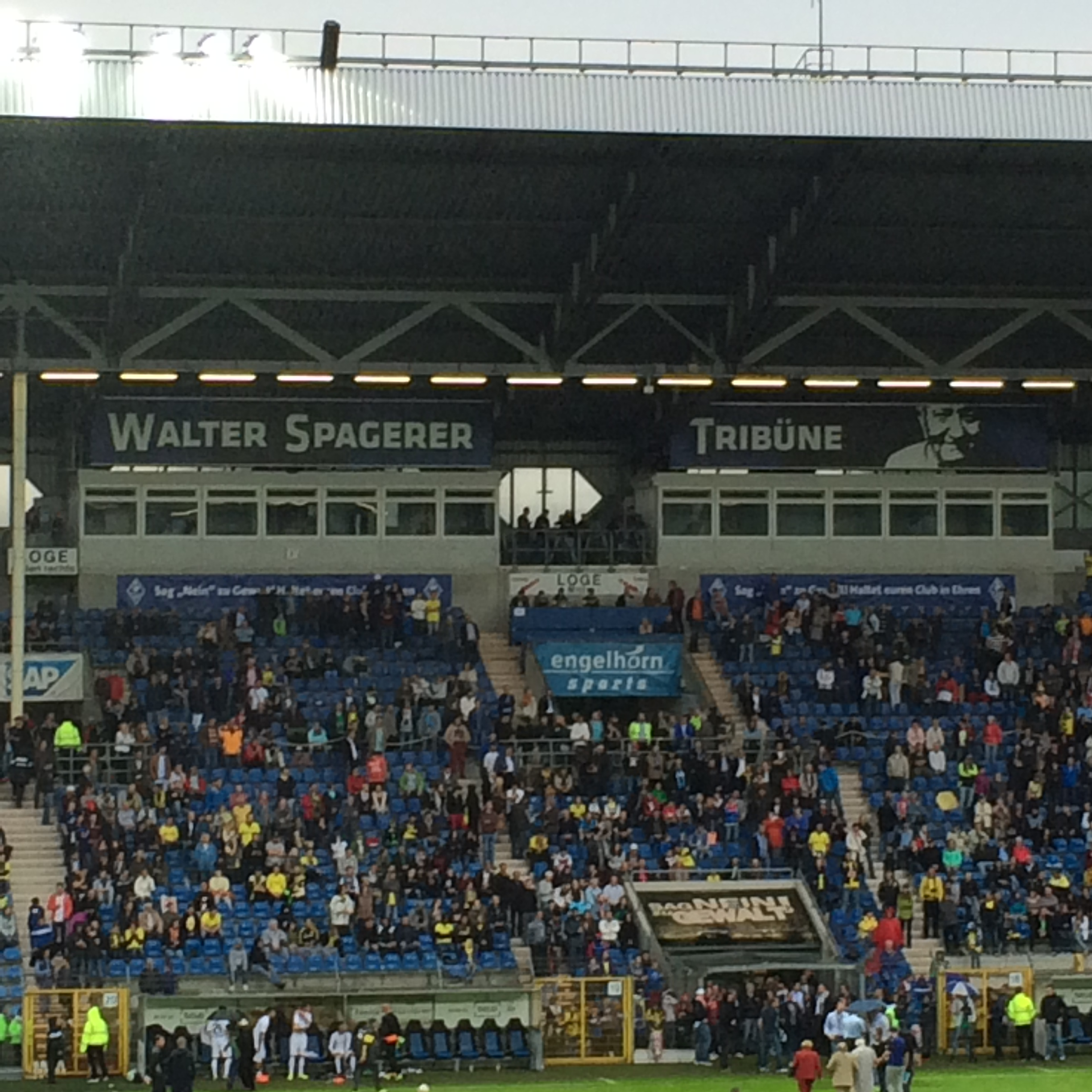
Die Haupttribüne des Carl-Benz-Stadions Mannheim bei ihrer Umbenennung in Walter-Spagerer-Tribüne am 26. August 2014

Im Jahr 1978 wurde Spagerer das Bundesverdienstkreuz am Bande und 1985 das Bundesverdienstkreuz Erster Klasse verliehen. 1987 wurde er mit dem Mannheimer Bloomaulorden geehrt. 1995 erhielt er von Ministerpräsident Erwin Teufel die Verdienstmedaille des Landes Baden-Württemberg. Beim SV Waldhof Mannheim erhielt er alle Auszeichnungen, darunter auch die höchste, den Ehrenring in Gold mit Brillant. Die Mannheimer AG60plus ernannte ihn im Jahr 2001 zu ihrem Ehrenvorsitzenden.

## Würdigungen
Am 26. August 2014 wurde die Haupttribüne des Carl-Benz-Stadions Mannheim, im Rahmen eines Benefizspiels gegen Borussia Dortmund, vom Fan-Verband Pro Waldhof e.V. in Walter-Spagerer-Tribüne umbenannt.